# Lamborghini
Automobili Lamborghini S.p.A. (comúnmente conocido como Lamborghini [lamboɾˈɡiːni] en italiano y [lamboɾˈɡini] en español, mal pronunciado habitualmente [lamboɾˈʝini]) es un fabricante de automóviles fundado en 1963 por Ferruccio Lamborghini, cuya sede y oficinas centrales se encuentran ubicadas en Sant'Agata Bolognese, Italia y que actualmente forma parte del Grupo Volkswagen. La empresa original se llamaba Automobili Ferruccio Lamborghini S.p.A., que derivaba a su vez de Lamborghini Trattori, un fabricante de tractores.

## Historia

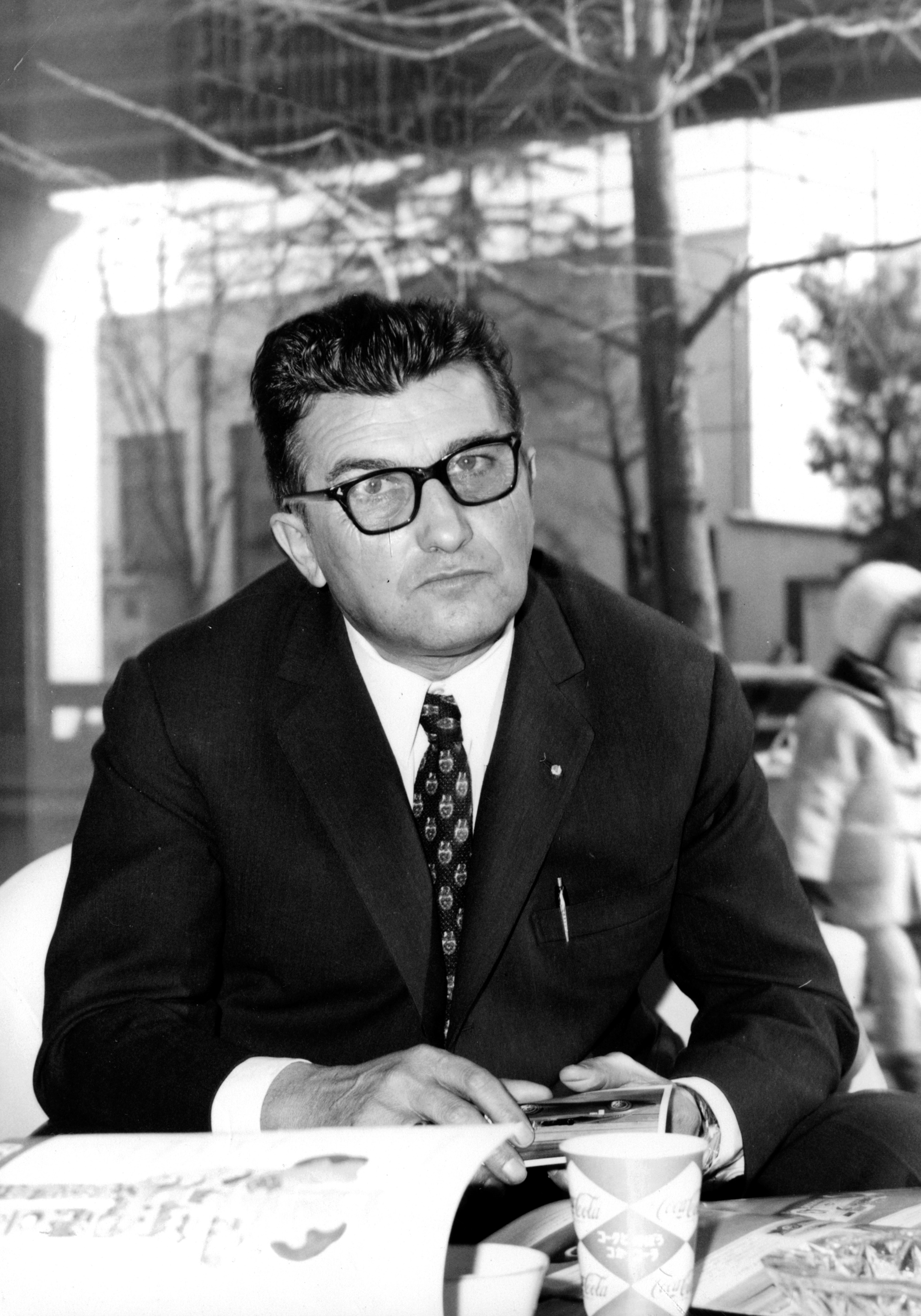
Ferruccio Lamborghini en torno a 1965.

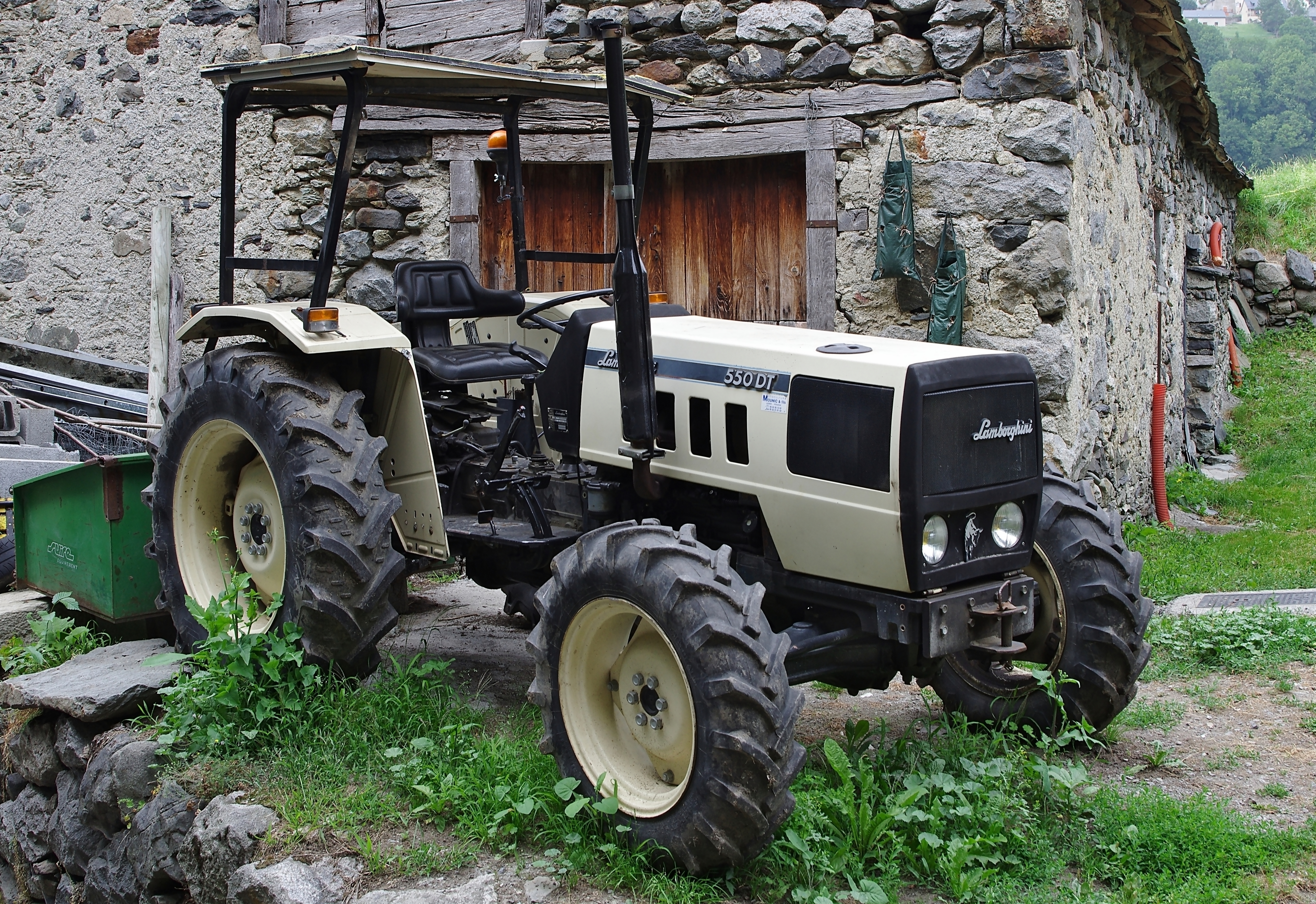
Lamborghini originalmente comenzó construyendo tractores.

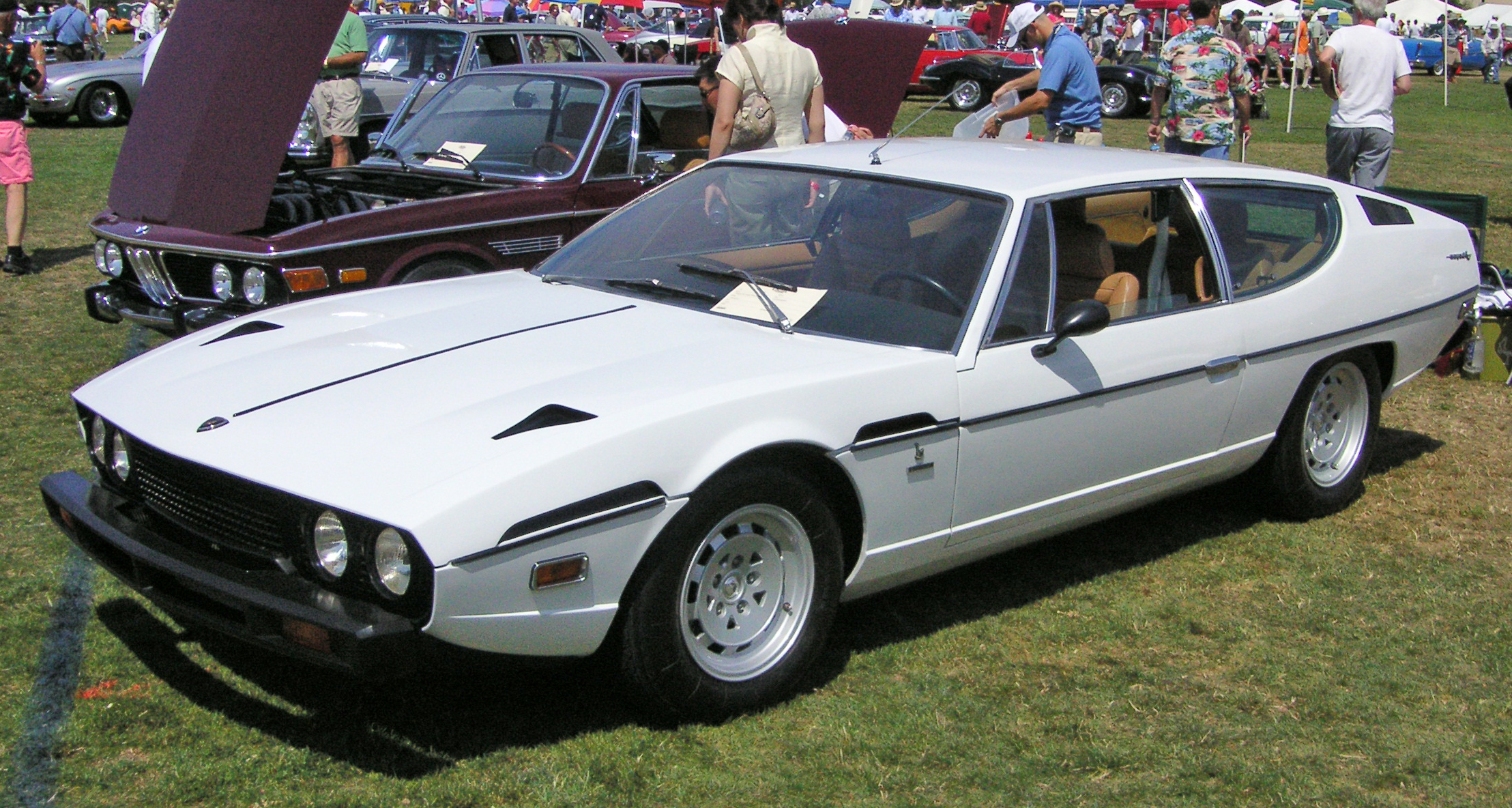
Espada S3.

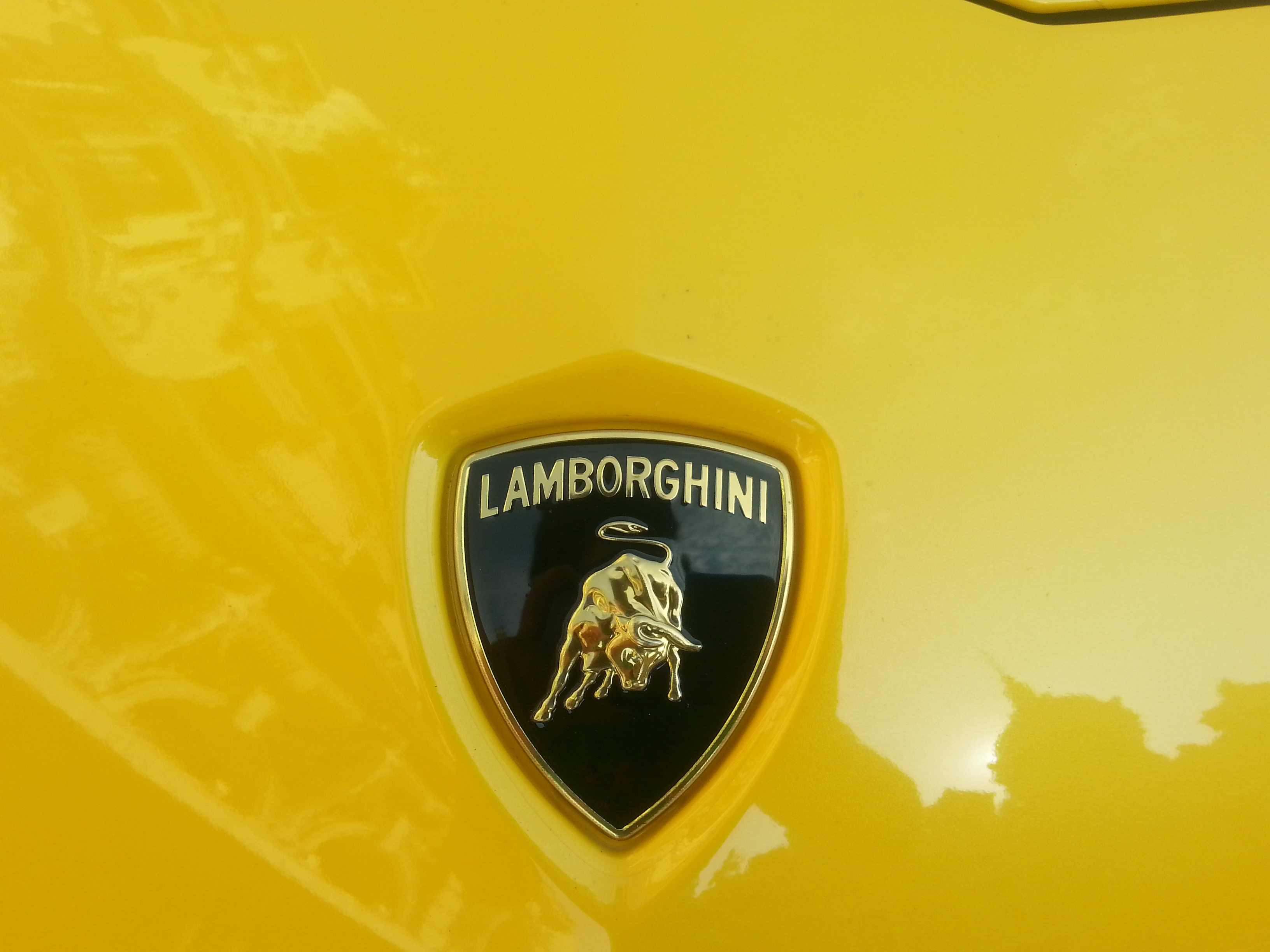
El logo en un coche amarillo en el Casino de Montecarlo.

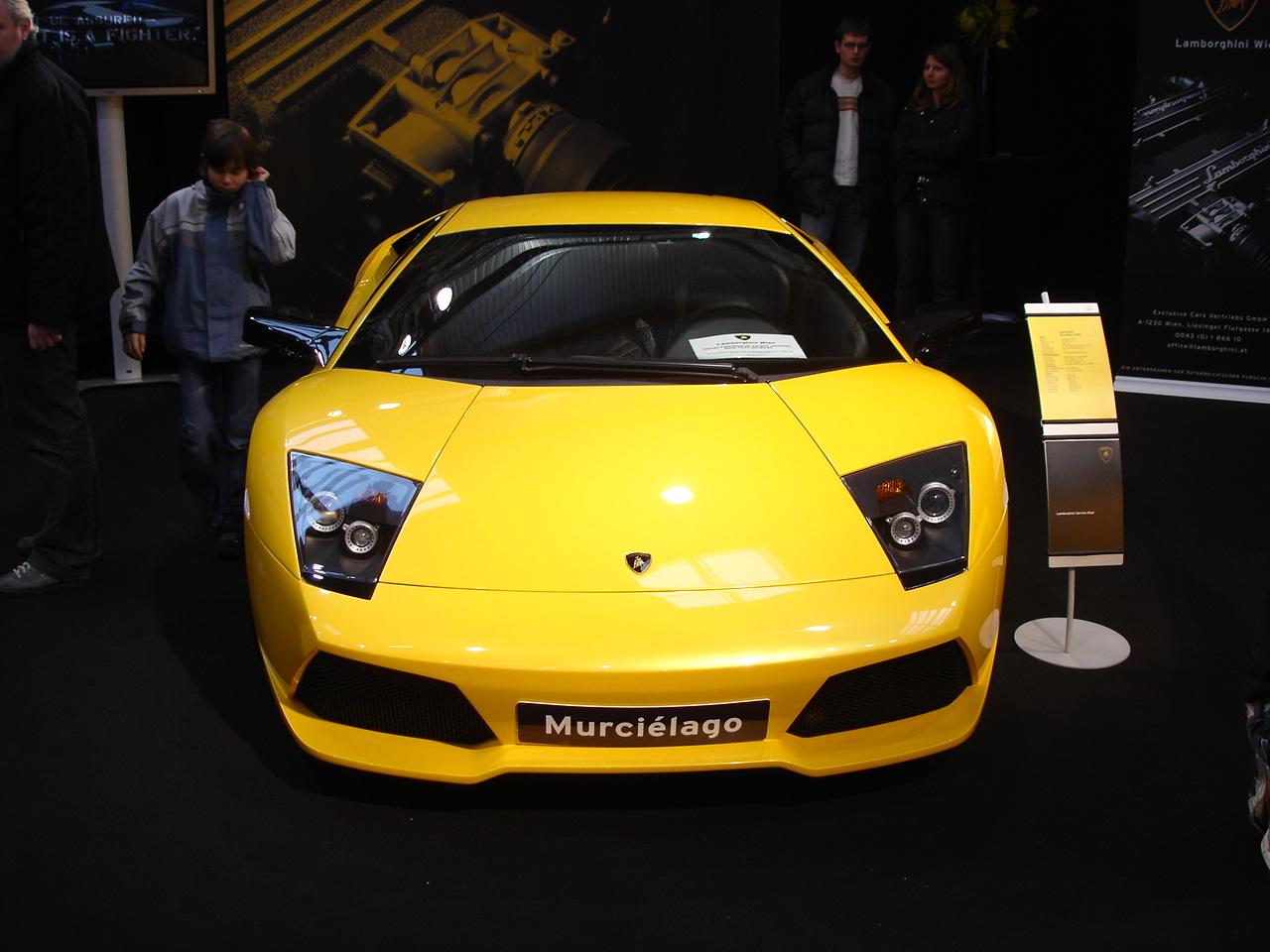
Murciélago LP640.

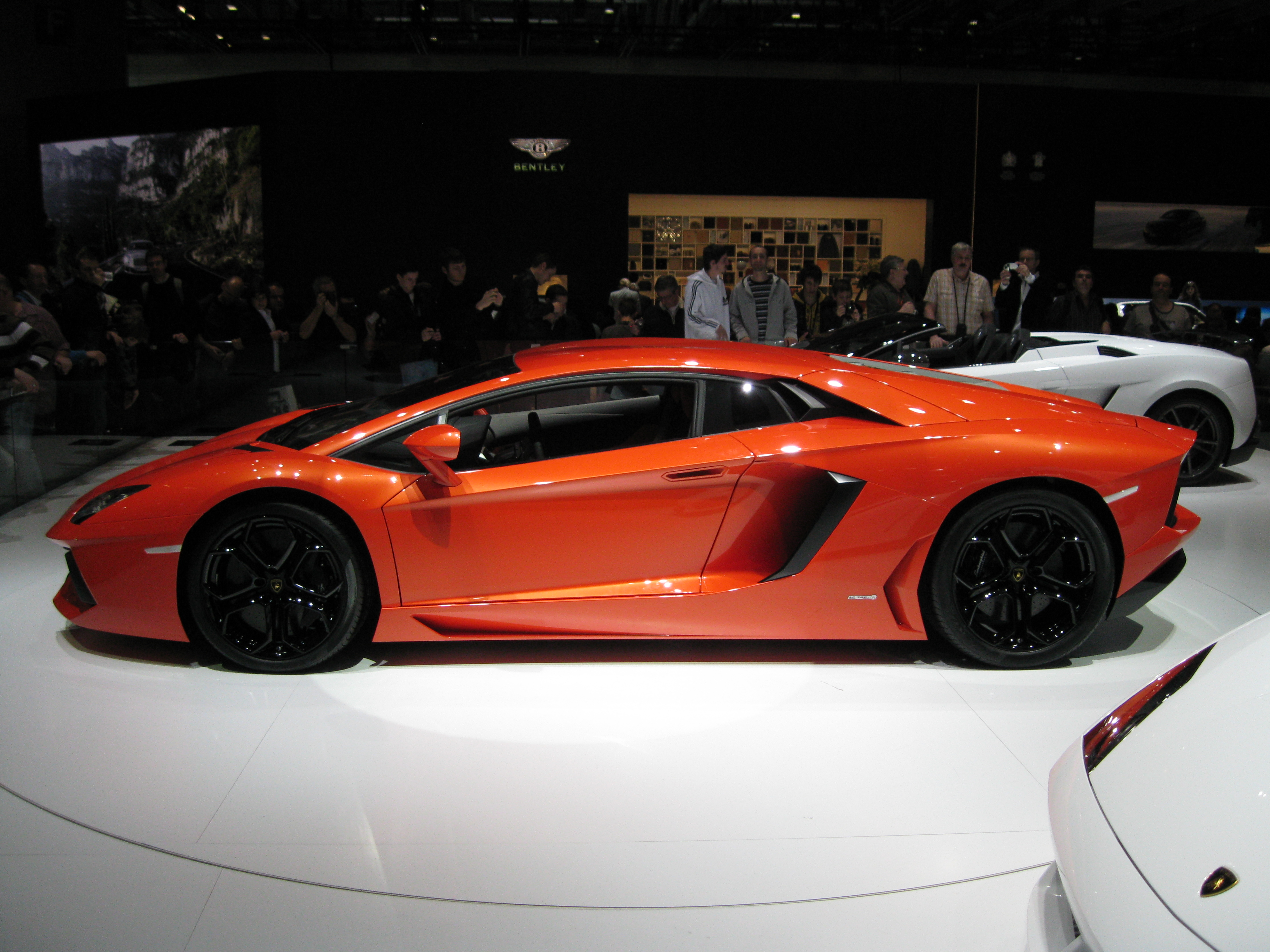
Vista lateral del Aventador en el Salón del Automóvil de Ginebra de 2011.

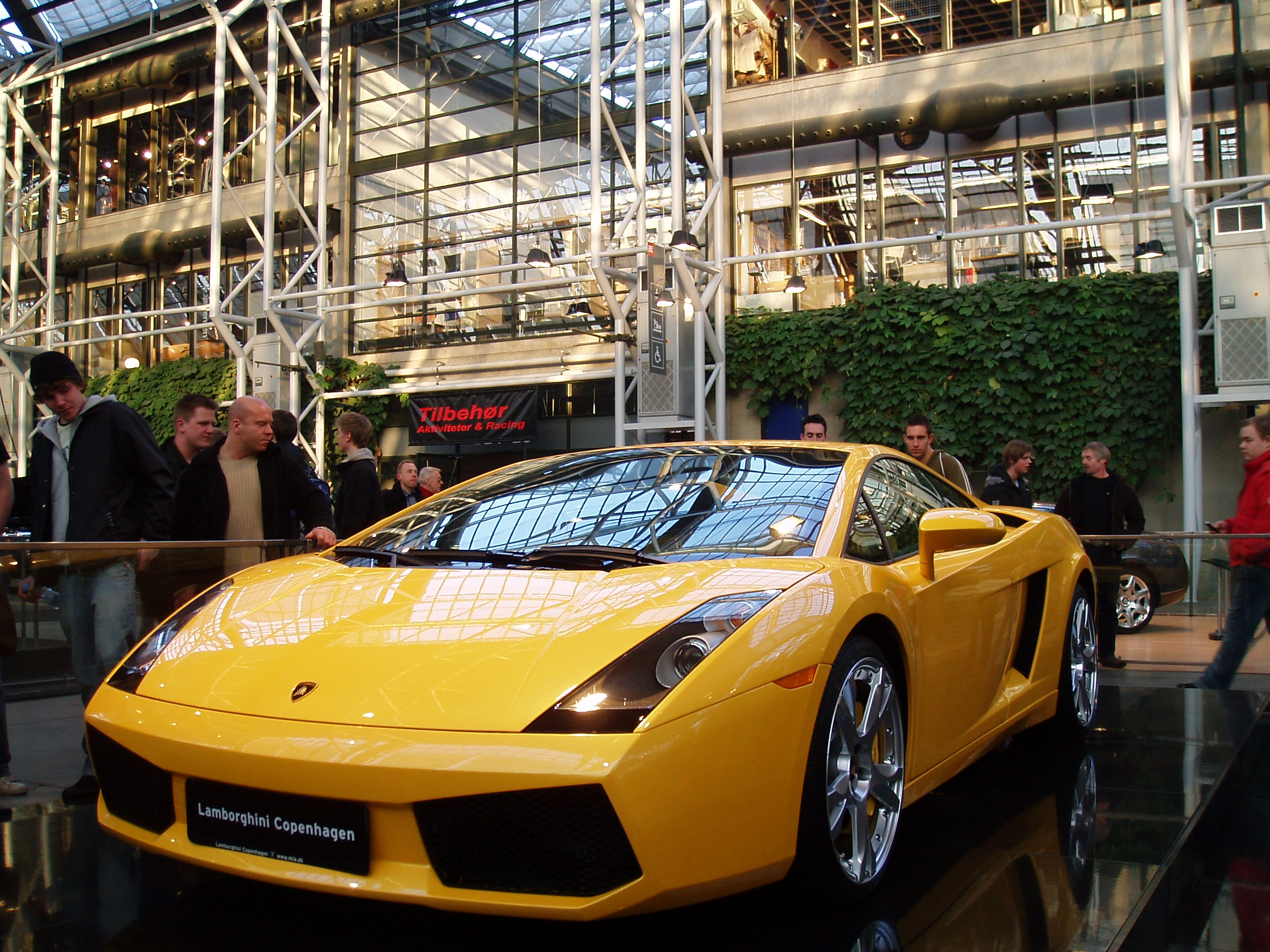
Gallardo.

Terminada la Segunda Guerra Mundial, Ferruccio, quien había servido en un destacamento de transporte para el Ejército Italiano, comenzó a comprar sobrantes de vehículos militares para convertirlos en maquinaria agrícola. Tal fue el éxito de su nuevo negocio que, en 1960, Lamborghini ya era el tercer fabricante industrial italiano en el sector de la construcción de maquinaria agrícola, especialmente de tractores.
Con las ganancias obtenidas, Ferruccio empezó una vida opulenta, adquirió algunas propiedades y, sobre todo, algunos coches deportivos. Era un admirador de Enzo Ferrari por la forma en que mantenía su empresa, pero siempre tuvo una dificultad: Ferruccio tenía problemas mecánicos con sus Ferrari. El motivo en particular, y la gota que colmó el vaso, fue el embrague de su Ferrari 250 GTB. Tras numerosas revisiones en el taller mecánico, todavía fallaba. Ferruccio decidió comunicarlo a uno de sus mecánicos quien, tras desarmarlo y verificarlo, descubrió que era el mismo que utilizaba en sus tractores, pero con un precio más alto al estar en un automóvil deportivo, lo que le enfureció. Cansado de tener que soportar estos inconvenientes, entabló una conversación con el mismo Enzo Ferrari que pasó a la historia.

"Los Ferrari solamente me creaban problemas. Un día, ya harto de mandarlos al taller, llamé a Enzo para decirle que sus coches eran pura basura. Y me contestó que un fabricante de tractores no podía entender sus coches…"
Según las palabras del mismo Ferruccio Lamborghini.

A partir de esta curiosa discusión, el iracundo propietario empezó a maquinar la idea de fabricar automóviles deportivos para competir con la marca del Cavallino Rampante. El primer Lamborghini fue el 350 GT, luego llegaron el 400 GT y el que fue conocido como el primer superdeportivo: el Miura, que se presentó en el Gran Premio de Mónaco, diseñado por Marcello Gandini para el Gruppo Bertone. Llegaron luego variantes SV, J y la XQ de carreras.
Ferruccio se instaló en Sant'Agata Bolognese, a pocos kilómetros de Maranello precisamente para rivalizar con su vecino Enzo Ferrari, a raíz de una discusión por la calidad de sus coches.
Algunos de los nombres de sus coches hacen referencia a nombres de toros de lidia indultados, como Murciélago, famosos o históricos como Diablo o Aventador, o simplemente palabras relacionadas con la tauromaquia como Miura, Espada o Urraco.
Paralelamente a los superdeportivos con motor V12, se iba realizando otro modelo menos potente y «accesible», como el Urraco de 1972 con motor V8. Todos estos nombres son españoles y relacionados con la tauromaquia, que era la pasión de Ferruccio Lamborghini. Miura es un antiguo criador de toros bravos; Islero fue el célebre toro que mató al famoso torero Manolete. En general cada nombre se toma de un toro bravo «indultado», esto es, que se le haya perdonado la vida por su bravura y coraje en la pelea contra el matador, por lo que posteriormente era destinado como semental. Tales características eran afines con los automóviles, siempre según Ferruccio Lamborghini. De ahí el logotipo de la firma, que lleva por nombre "Toro de lidia" («Raging Bull»).
Ya en los años 1990, apareció el sustituto del Countach: el Diablo, cuyo nombre viene de un bravo animal del siglo XIX lidiado por el torero Chicorro, el cual reclamaba para sí, como ya era costumbre en los modelos con motorización V12 de esta marca, el título de coche de producción más veloz del mundo, al superar los 320 km/h (199 mph).
Se realizan numerosas variaciones con base «Diablo»: el «Lamborghini VT» de 1993 con tracción en las cuatro ruedas, el «SE30» de 1994 que conmemoraba los 30 años de la factoría, el «SV» de 1996 o «Super Veloce», puesto a punto para velocidad, pero a pesar de estas obras maestras, Lamborghini no podía repuntar económicamente, lo que le llevó a estar al borde de la quiebra en 1998, año en el que se integró al Grupo Volkswagen. Finalmente, los últimos Diablo «GT» de 1999, «GTR» de 1999 y «VT 6.0 SE» de 2001 desaparecen y dan paso al Murciélago en 2001, que era un toro «indultado» por batallar en una lucha feroz contra el torero Lagartijo; y al menos potente Gallardo en 2003, que hace referencia a una casta de toros bravos, del encaste de Pablo Romero.
A principios de 2003, hubo un acuerdo con el equipo alemán Reiter Engineering para introducir el primer Lamborghini estrictamente de competición en carreras de la FIA GT. La idea de las carreras para Lamborghini había sido descartada ya en sus inicios porque, según las palabras de Ferruccio, «las carreras son el modo más rápido de arruinarse, yo compito en la calle». Para ello hubo que adecuar el Murciélago bajo las estrictas normas GT, bajo el nuevo Murciélago R-GT y, más tarde, con el Gallardo GTR. Ambos hasta la fecha han tenido un éxito moderado, pero de considerable importancia en la marca para el desarrollo de futuros proyectos.
La empresa celebró sus 40 años en 2003 cuando se encontraba en su mejor momento, ya que había cuadruplicado sus ventas en el mundo y, en 2004, creó el Murciélago Roadster y, en 2005, el Gallardo Spyder. En 2006 se lanzó la evolución del Murciélago LP640, la edición limitada Reventón y el Gallardo Superleggera en 2007. En 2008 fue lanzado el concepto Estoque.
En 2014 reportó un beneficio neto de 10 100 000 € y un capital social de 1 832 000 000 €. En 2019 reportó ingresos por 1 810 000 000 €. En diciembre de 2020 reportó una plantilla total de 1779 empleados. En 2021 se fabricaron un total de 8405 vehículos, para 2022 esa cifra subió a 9,233 y en 2023 volvió a ascender a 10 112 unidades.

## Propietarios de Lamborghini en su historia
- Ferruccio Lamborghini (1963-1972)
- Georges-Henri Rossetti & Rene Lemier (1972-1977)
- Bancarrota: juzgado de Bolonia (1977-1980)
- Hermanos Mimram (1980-1984), luego solamente un hermano: Patrick Mimram (1984-1987)
- Chrysler (1987-1994)
- Megatech (1994-1995)
- V'Power y Mycom Sedtco (1995-1998)
- Audi AG del Grupo Volkswagen (1998-presente)

## Modelos

### Prototipos

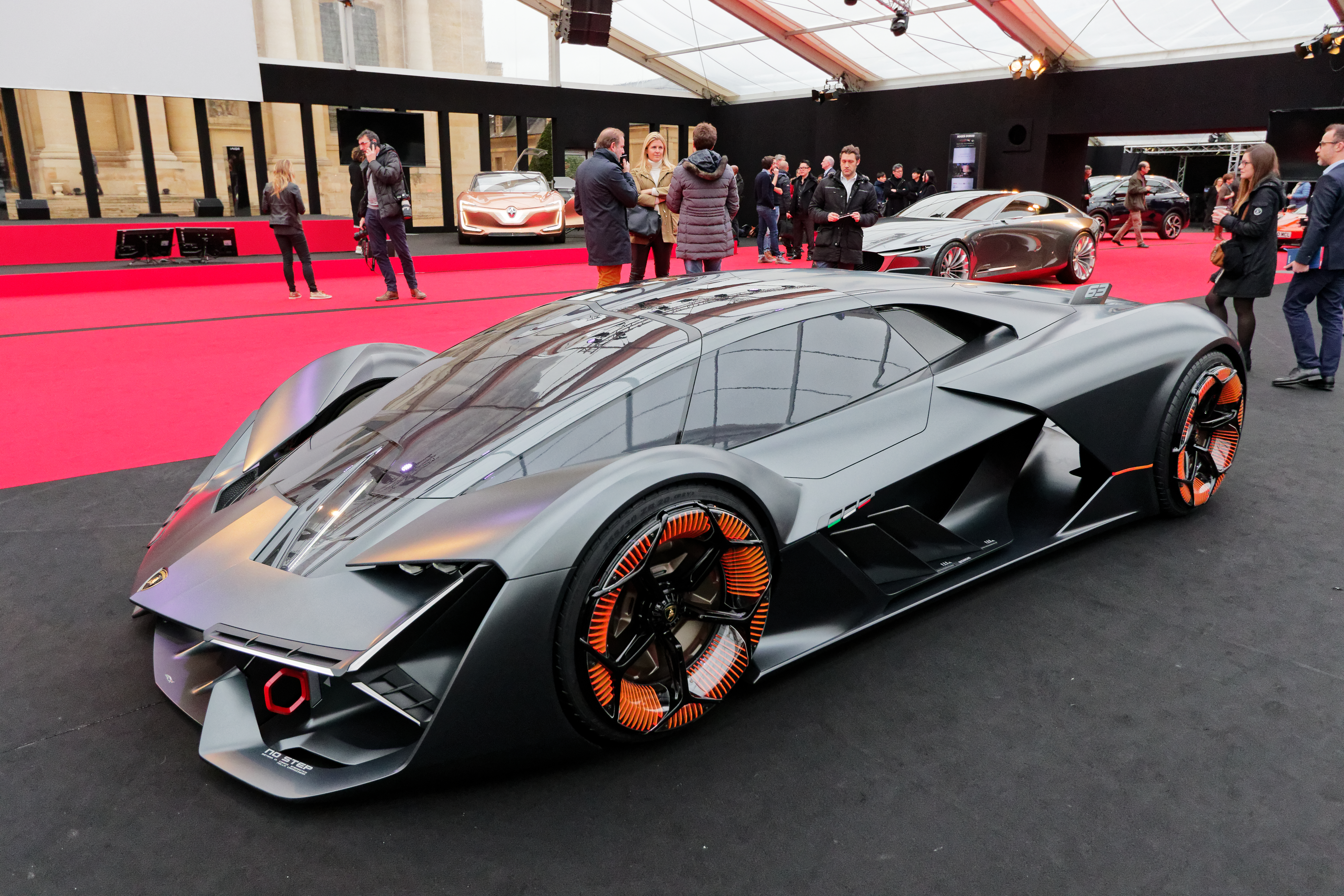
Terzo Millennio en el Salón del Automóvil de París de 2018.

| - 350 GTV - 3500 GTZ (Zagato), 350 GTS - Marzal - Bravo - BMW M1 (E26) - Cheetah - Faena - Athon - Marco Polo - LM001 - LMA002 - LM003 | - LM004 - Portofino (hecho por Chrysler USA studios) - Bertone Genesis - Zagato Raptor - Calà - Miura Concept - Estoque - Sesto Elemento - Egoista - Asterion - Terzo Millennio - Lanzador |

### Anteriores

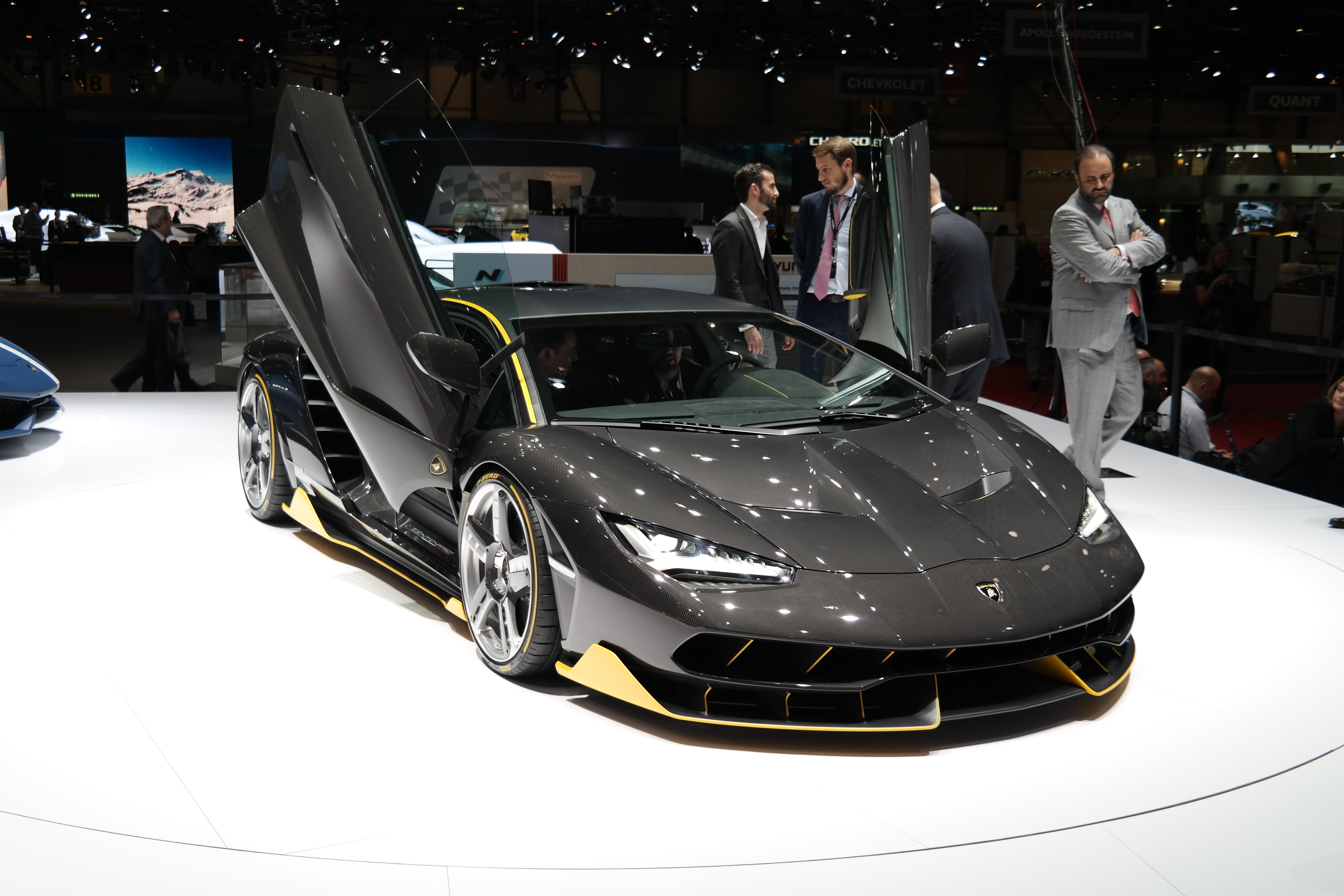
Centenario LP770-4 en el Salón del Automóvil de Ginebra de 2016.

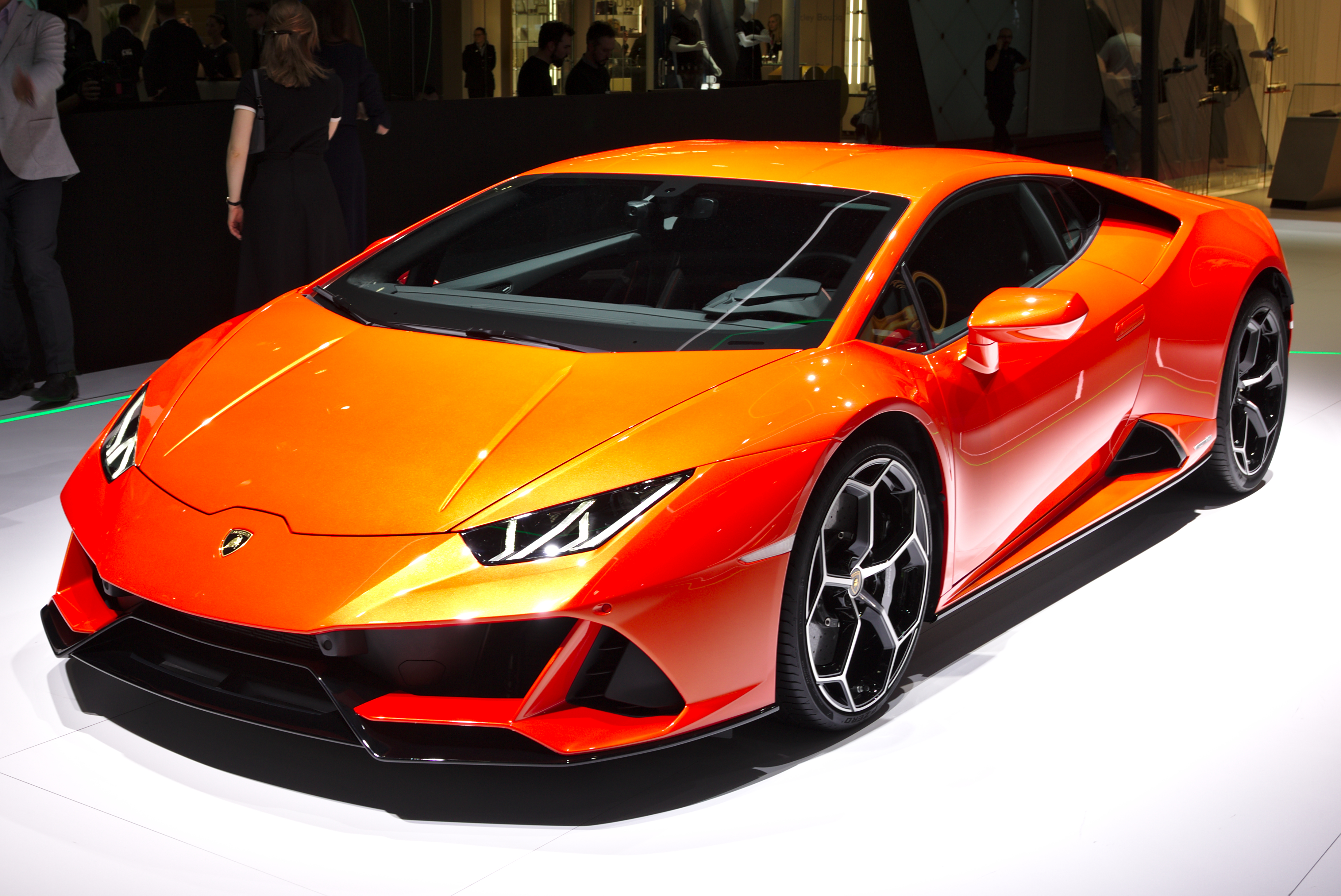
Huracán Evo en el Salón del Automóvil de Ginebra de 2019.

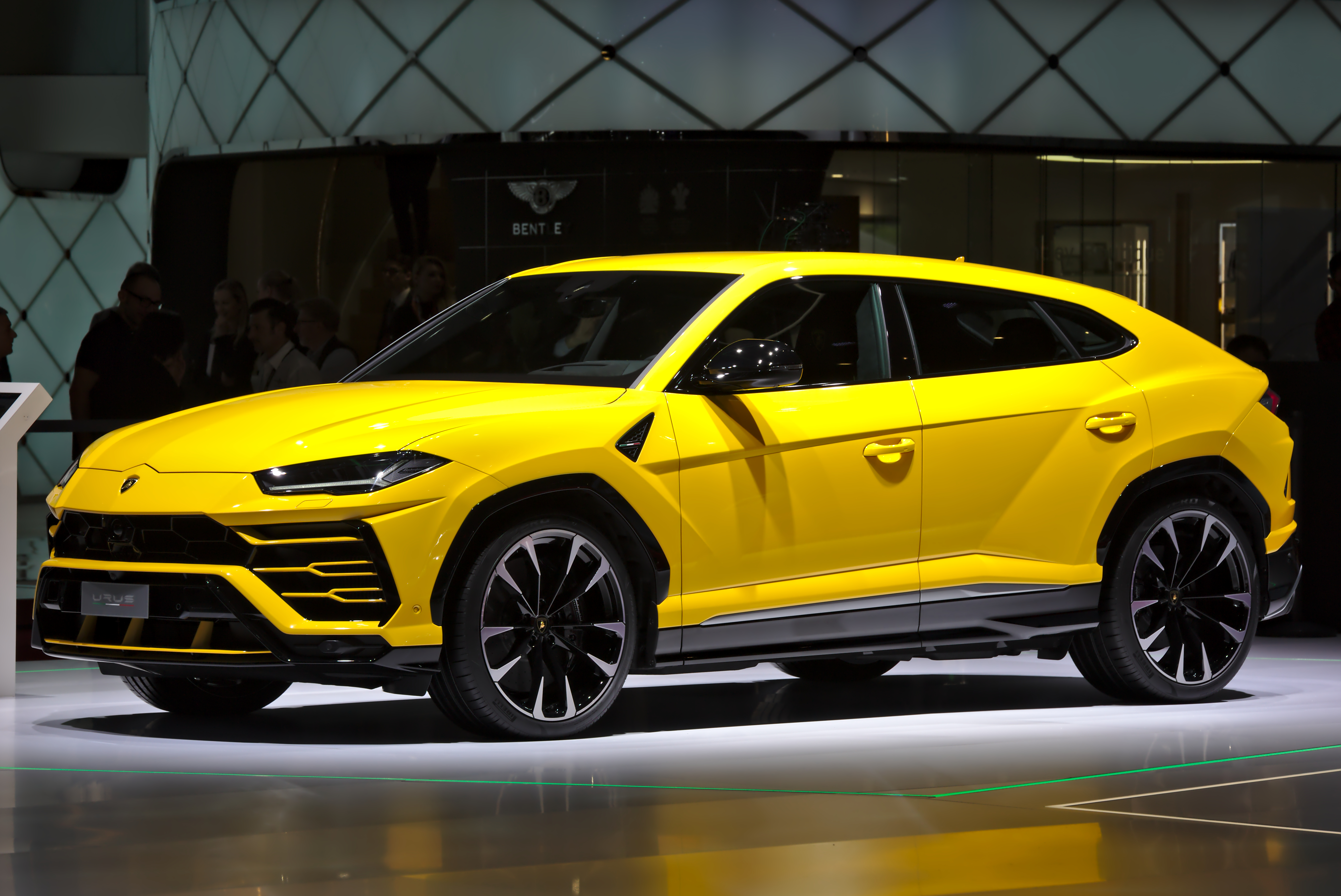
Urus en el Salón del Automóvil de Ginebra de 2018.

- 1964 350 GT
- 1966 400 GT, Miura
- 1968 Espada, Islero
- 1970 Jarama
- 1972 Urraco
- 1974 Countach
- 1976 Silhouette
- 1981 Jalpa
- 1990 Diablo
- 2001 Murciélago
- 2003 Gallardo
- 2007 Reventón
- 2011 Aventador
- 2013 Veneno
- 2014 Huracán
- 2016 Centenario LP770-4
- 2020 Sián FKP 37
- 2020 SC20[12][13]
- 2023 SC18 Alston
- 2023 Invencible
- 2023 Auténtica

### Actuales
- 2017 Urus[14]
- 2023 Revuelto
- 2025 Temerario

## En competición
En 2020 se lanzó el Essenza SCV12 de uso exclusivamente para pista.
En 2024 hizo su debut el sport prototipo SC63 en la categoría LMDh.

### Fórmula 1
Lamborghini tuvo una breve participación en el Campeonato Mundial de Fórmula 1. Fue proveedor de motores desde 1989 a 1993, en concreto con Lola (1989-1990), Lotus (1990), Ligier (1991), Lambo (1991), Venturi (1992), Minardi (1992) y Larrousse (1993). Suministraba el V12 de 3493 cm³ (3,5 L; 213,2 plg³) diseñado por Mauro Forghieri. En 1991 también construyó un chasis para su propio equipo Modena Team, bajo el nombre de "Lambo".
(Clave) (negrita indica pole position) (cursiva indica vuelta rápida)

| Año  | Equipo                         | Chasis                                   | Motor    | Neu. | Pilotos              | 1    | 2    | 3    | 4    | 5    | 6    | 7    | 8    | 9   | 10   | 11  | 12  | 13  | 14   | 15  | 16   | Puntos | Pos. |
| ---- | ------------------------------ | ---------------------------------------- | -------- | ---- | -------------------- | ---- | ---- | ---- | ---- | ---- | ---- | ---- | ---- | --- | ---- | --- | --- | --- | ---- | --- | ---- | ------ | ---- |
| 1989 | Larrousse Calmels              | Lola LC88B Lola LC89                     | V12 3512 | G    |                      | BRA  | SMR  | MON  | MEX  | USA  | CAN  | FRA  | GBR  | GER | HUN  | BEL | ITA | POR | ESP  | JPN | AUS  | 1      | 15°  |
| 1989 | Larrousse Calmels              | Lola LC88B Lola LC89                     | V12 3512 | G    | Yannick Dalmas       | DNQ  | Ret  | DNQ  | DNQ  | DNQ  | DNQ  |      |      |     |      |     |     |     |      |     |      | 1      | 15°  |
| 1989 | Larrousse Calmels              | Lola LC88B Lola LC89                     | V12 3512 | G    | Éric Bernard         |      |      |      |      |      |      | 11   | Ret  |     |      |     |     |     |      |     |      | 1      | 15°  |
| 1989 | Larrousse Calmels              | Lola LC88B Lola LC89                     | V12 3512 | G    | Michele Alboreto     |      |      |      |      |      |      |      |      | Ret | Ret  | Ret | Ret | 11  | DNPQ | DNQ | DNPQ | 1      | 15°  |
| 1989 | Larrousse Calmels              | Lola LC88B Lola LC89                     | V12 3512 | G    | Philippe Alliot      | 12   | Ret  | Ret  | Ret  | Ret  | Ret  | Ret  | Ret  | Ret | DNPQ | 16  | Ret | 9   | 6    | Ret | Ret  | 1      | 15°  |
| 1990 | ESPO Larrousse F1              | Lola LC89B Lola LC90                     | V12 3512 | G    |                      | USA  | BRA  | SMR  | MON  | CAN  | MEX  | FRA  | GBR  | GER | HUN  | BEL | ITA | POR | ESP  | JPN | AUS  | 11     | 6°   |
| 1990 | ESPO Larrousse F1              | Lola LC89B Lola LC90                     | V12 3512 | G    | Éric Bernard         | 8    | Ret  | 13   | 6    | 9    | Ret  | 8    | 4    | Ret | 6    | 9   | Ret | Ret | Ret  | Ret | Ret  | 11     | 6°   |
| 1990 | ESPO Larrousse F1              | Lola LC89B Lola LC90                     | V12 3512 | G    | Aguri Suzuki         | Ret  | Ret  | Ret  | Ret  | 12   | Ret  | 7    | 6    | Ret | Ret  | Ret | Ret | 14  | 6    | 3   | Ret  | 11     | 6°   |
| 1990 | Camel Team Lotus               | Lotus 102                                | V12 3512 | G    |                      |      |      |      |      |      |      |      |      |     |      |     |     |     |      |     |      |        |      |
| 1990 | Camel Team Lotus               | Lotus 102                                | V12 3512 | G    | Derek Warwick        | Ret  | Ret  | 7    | Ret  | 6    | 10   | 11   | Ret  | 8   | 5    | 11  | Ret | Ret | Ret  | Ret | Ret  | 3      | 8°   |
| 1990 | Camel Team Lotus               | Lotus 102                                | V12 3512 | G    | Martin Donnelly      | DNS  | Ret  | 8    | Ret  | Ret  | 8    | 12   | Ret  | Ret | 7    | 12  | Ret | Ret | DNS  |     |      | 3      | 8°   |
| 1990 | Camel Team Lotus               | Lotus 102                                | V12 3512 | G    | Johnny Herbert       |      |      |      |      |      |      |      |      |     |      |     |     |     |      | Ret | Ret  | 3      | 8°   |
| 1991 | Equipe Ligier Gitanes          | Ligier JS35 Ligier JS35B                 | V12 3512 | G    |                      | USA  | BRA  | SMR  | MON  | CAN  | MEX  | FRA  | GBR  | GER | HUN  | BEL | ITA | POR | ESP  | JPN | AUS  | 0      | NC   |
| 1991 | Equipe Ligier Gitanes          | Ligier JS35 Ligier JS35B                 | V12 3512 | G    | Thierry Boutsen      | Ret  | Ret  | 7    | 7    | Ret  | 8    | 12   | Ret  | 9   | 17   | 11  | Ret | 16  | Ret  | 9   | Ret  | 0      | NC   |
| 1991 | Equipe Ligier Gitanes          | Ligier JS35 Ligier JS35B                 | V12 3512 | G    | Érik Comas           | DNQ  | Ret  | 10   | 10   | 8    | DNQ  | 11   | DNQ  | Ret | 10   | Ret | 11  | 11  | Ret  | Ret | 18   | 0      | NC   |
| 1991 | Modena Team                    | Lambo 291291                             | V12 3512 | G    | Nicola Larini        | 7    | DNPQ | DNPQ | DNPQ | DNPQ | DNPQ | DNPQ | DNPQ | Ret | 16   | DNQ | 16  | DNQ | DNQ  | DNQ | Ret  | 0      | NC   |
| 1991 | Modena Team                    | Lambo 291291                             | V12 3512 | G    | Eric van de Poele    | DNPQ | DNPQ | 9    | DNPQ | DNPQ | DNPQ | DNPQ | DNPQ | DNQ | DNQ  | DNQ | DNQ | DNQ | DNQ  | DNQ | DNQ  | 0      | NC   |
| 1992 | Central Park Venturi Larrousse | Venturi LC92                             | V12 3512 | G    |                      | RSA  | MEX  | BRA  | ESP  | SMR  | MON  | CAN  | FRA  | GBR | GER  | HUN | BEL | ITA | POR  | JPN | AUS  | 1      | 11°  |
| 1992 | Central Park Venturi Larrousse | Venturi LC92                             | V12 3512 | G    | Bertrand Gachot      | Ret  | 11   | Ret  | Ret  | Ret  | 6    | DSQ  | Ret  | Ret | 14   | Ret | 18  | Ret | Ret  | Ret | Ret  | 1      | 11°  |
| 1992 | Central Park Venturi Larrousse | Venturi LC92                             | V12 3512 | G    | Ukyō Katayama        | 12   | 12   | 9    | DNQ  | Ret  | DNPQ | Ret  | Ret  | Ret | Ret  | Ret | 17  | 9   | Ret  | 11  | Ret  | 1      | 11°  |
| 1992 | Minardi F1 Team                | Minardi M191B Minardi M191L Minardi M192 | V12 3512 | G    | Christian Fittipaldi | Ret  | Ret  | Ret  | 11   | Ret  | 8    | 13   | DNQ  |     |      |     | DNQ | DNQ | 12   | 6   | 9    | 1      | 12°  |
| 1992 | Minardi F1 Team                | Minardi M191B Minardi M191L Minardi M192 | V12 3512 | G    | Alessandro Zanardi   |      |      |      |      |      |      |      |      | DNQ | Ret  | DNQ |     |     |      |     |      | 1      | 12°  |
| 1992 | Minardi F1 Team                | Minardi M191B Minardi M191L Minardi M192 | V12 3512 | G    | Gianni Morbidelli    | Ret  | Ret  | 7    | Ret  | Ret  | Ret  | 11   | 8    | 17  | 12   | DNQ | 16  | Ret | 14   | 14  | 10   | 1      | 12°  |
| 1993 | Larrousse F1                   | Larrousse LH93                           | V12 3512 | G    |                      | RSA  | BRA  | EUR  | SMR  | ESP  | MON  | CAN  | FRA  | GBR | GER  | HUN | BEL | ITA | POR  | JPN | AUS  | 3      | 10°  |
| 1993 | Larrousse F1                   | Larrousse LH93                           | V12 3512 | G    | Philippe Alliot      | Ret  | 7    | Ret  | 5    | Ret  | 12   | Ret  | 9    | 11  | 12   | 8   | 12  | 9   | 10   |     |      | 3      | 10°  |
| 1993 | Larrousse F1                   | Larrousse LH93                           | V12 3512 | G    | Toshio Suzuki        |      |      |      |      |      |      |      |      |     |      |     |     |     |      | 12  | 14   | 3      | 10°  |
| 1993 | Larrousse F1                   | Larrousse LH93                           | V12 3512 | G    | Érik Comas           | Ret  | 10   | 9    | Ret  | 9    | Ret  | 8    | 16   | Ret | Ret  | Ret | Ret | 6   | 11   | Ret | 12   | 3      | 10°  |

## En la cultura popular
El cantante Frank Sinatra popularizó una frase sobre Lamborghini en los años 1960, muy recordada por los fanáticos: «Uno conduce un Ferrari cuando quiere ser alguien y conduce un Lamborghini cuando ya es alguien». Eran los tiempos en que el Miura SV competía contra el Ferrari 365 GTB/4 Daytona.
Un Countach LP400S de 1980 color negro, aparece en la película The Cannonball Run.
Otro Countach LP500S de 1983, aparece en la película Cannonball Run II.
Varios de sus modelos han aparecido en una infinidad de franquicias y series de videojuegos de carreras, tales como: Need for Speed, Gran Turismo, Asphalt, Forza, Project Gotham Racing, Test Drive Unlimited, entre otras.